# クラシエ (スイス)

クラシエの紋章

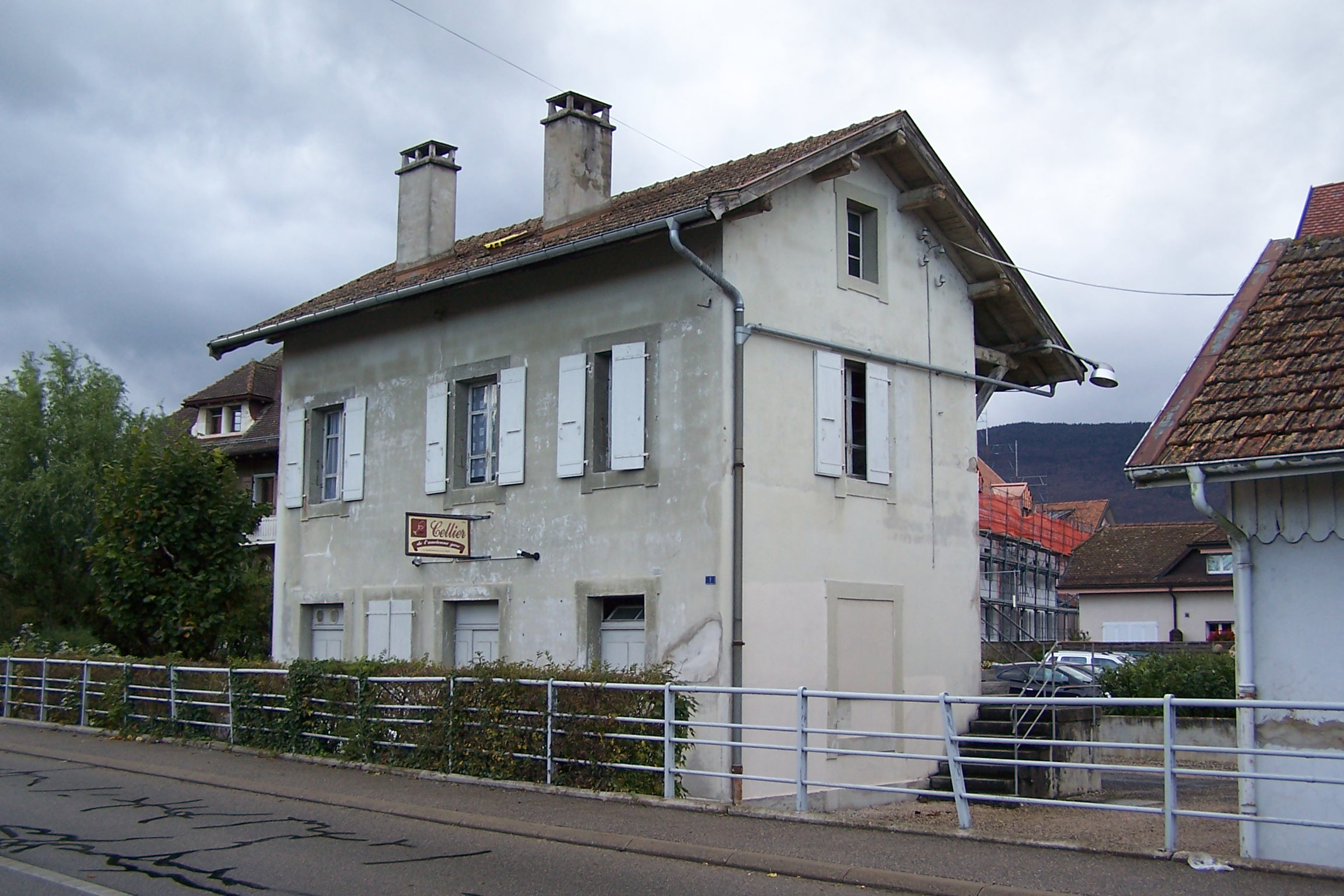
クラシエの旧駅舎

クラシエ（仏: Crassier）は、スイス、ヴォー州ニヨン郡の基礎自治体。フランスとの国境を挟んで隣町のディヴォンヌ＝レ＝バンと隣接する。

## 歴史
クラシエが最初に文献の記録が現れたのは1123年で、クラセイオの名でスイス歴史事典に記録がある。

## 建築物
代表的な建築物としては、マグダラのマリアを守護者に奉ったサント・マリー・マドレーヌ教会が挙げられる。

## 出身者
- スザンヌ・キュルショー - ネッカー夫人の名としても知られる。スイスのサロン作家。1737年クラシエ生まれ、1794年5月6日ローザンヌボーリュー城で没。1764年、後にルイ16世の大蔵大臣となるジャック・ネッカーと結婚。1787年、パリにネッカー病院を設立した。アンヌ・ルイーズ・ジェルメーヌ・ド・スタール（スタール夫人）の母としても知られる。

## 隣接自治体
- ディヴォンヌ＝レ＝バン - 国境を挟んでフランス側の街。ディボンヌ湖を抱え、ジュネーヴ地域圏の温泉保養地として知られる。
- セリニー - クラシエはヴォー州に所属するが、セリニーはヴォー州の中のジュネーヴ州の飛び地である。

## 交通
ニヨン市交通網TPNのバスがある。かつてはニヨン発ディヴォンヌ経由ベルガルド＝シュル＝ヴァルスリーヌ行きの鉄道路線が通っていたが、1962年に廃止された。ディヴォンヌまでのフランス側の路線は1997年まで存続していたが、現在は休止路線となり地域圏急行輸送TERのバスが代替運行している。